# فرانز بادر
فرانز بادر (بالإنجليزية: Franz Baader)‏ (من مواليد 15 يونيو- 1959 من شبالت) وهو عالم حاسوب في جامعة دريسدن التقنية.
حصل على درجة الدكتوراه في علوم الكمبيوتر في عام 1989 من جامعة إرلنغن نورنبيرغ، ألمانيا، حيث كان مساعداً في التدريس والأبحاث لمدة 4 سنوات. في عام 1989، ذهب إلى المركز الألماني لأبحاث الذكاء الاصطناعي (DFKI) كباحث بارز ومدير مشروع.
في عام 1993 أصبح أستاذاً مساعدا لعلوم الكمبيوتر في الجامعة التقنية الراينية الفستفالية RWTH، وفي عام 2002 أصبح أستاذ كامل لعلوم الكمبيوتر في جامعة دريسدن التقنية.

## أعماله
- فرانز بادر، توبياس نيبكو  [لغات أخرى]‏، (1998)صحافة جامعة كامبرج.
- Franz Baader، المحرر (2003). The description logic handbook: theory, implementation, and applications. Cambridge University Press. ISBN:978-0-521-78176-3. مؤرشف من الأصل في 2020-01-25.
- Logic for programming, artificial intelligence, and reasoning: 11th international conference. Springer. 2005. ISBN:978-3-540-25236-8. مؤرشف من الأصل في 2020-01-25. {{استشهاد بكتاب}}: الوسيط غير المعروف |المحررين= تم تجاهله (مساعدة)